# رشته کوه تیتان

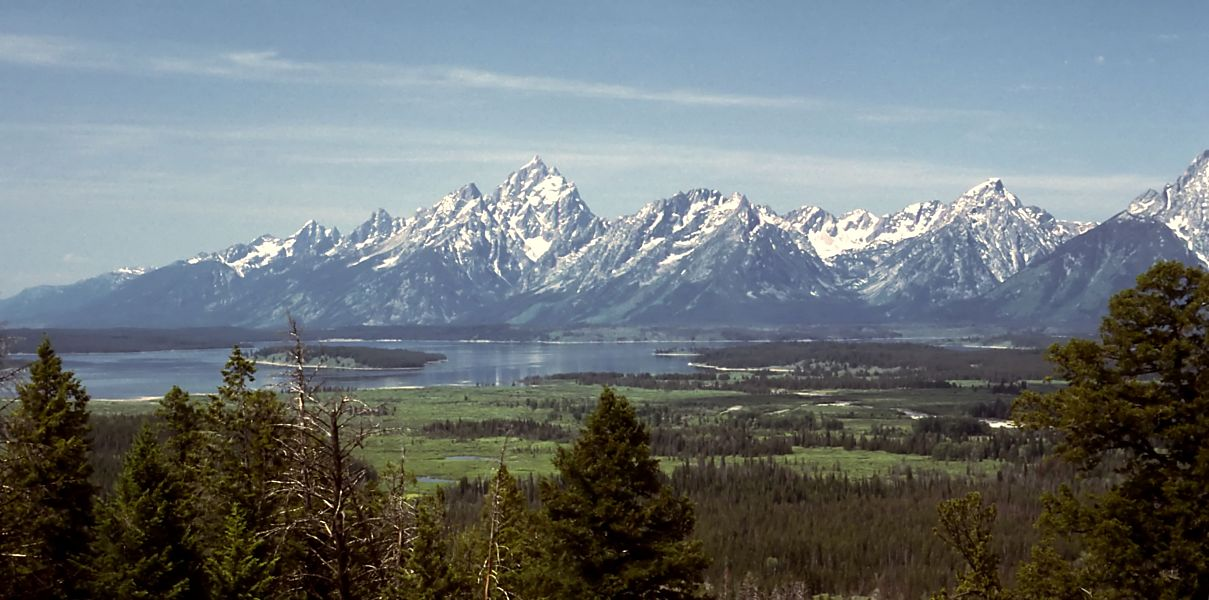

کوه‌های تیتان (به انگلیسی: Teton Range) رشته کوهی است در قاره آمریکای شمالی، در ایالات مونتانا و وایومینگ در ایالات متحده.
پارک ملی گراند تیتون در این کوه‌ها قرار دارد.